# Tucà pitgroc
El tucà pitgroc (Ramphastos ambiguus) és una espècie d'ocell de la família dels ramfàstids (Ramphastidae) que habita la selva humida de Colòmbia, nord de Veneçuela, est de l'Equador i nord del Perú.